# Luisa Kuliok
Luisa Matilde Kullock (Buenos Aires; 20 de marzo de 1953) conocida artísticamente como Luisa Kuliok es una actriz argentina de cine y televisión que ha desarrollado una extensa carrera artística.
Ampliamente es recordada por protagonizar numerosas telenovelas de gran éxito como ser Amo y señor, La extraña dama, '-
Cosecharás tu siembra, Amor gitano, entre otras.

## Carrera profesional
Nacida en una humilde familia del barrio porteño de Villa Devoto su padre era técnico electricista y su madre ama de casa, su madre le fomentó el amor a la lectura y al arte.
Inició su camino artístico en el teatro y la danza a la edad de 5 años siendo alumna de la escuela de teatro para niños de Blanca de la Vega. A los 18 años confirma su vocación de ser actriz emprendiendo un hondo aprendizaje con el gran maestro Agustín Alezzo, quien la dirige en su debut en Tiempo de vivir de Thornton Wilder. Forma parte fundadora del Grupo de Repertorio y el mismo Agustín Alezzo le otorga el rol protagónico en Despertar de primavera  de Frank Wedekind en el año 1976, que le significó a Luisa Kuliok su primer gran reconocimiento con el premio Talía.
A la par de años de seminarios con los más notables maestros de Argentina, sobrevienen tiempos de intenso trabajo en teatro y televisión. En los años 1990 llega su notoriedad a nivel internacional con la telenovela La extraña dama. Con este rol pasará a la historia de la televisión italiana por ser la novela más vista de todos los tiempos. Recibe por dos años consecutivos el Telegatto, Premio Internacional de la TV.
En el año 1996 retoma su mayor expresión artística, el teatro, dedicándose más esporádicamente a la televisión. Son años de trabajo con notables directores: Helena Tritek la dirige en El Collar de la Paloma, sobre textos de la antigua sabiduría oriental, y Lía Jelín en El alma inmoral, sobre el texto filosófico del rabino Nilton Bonder. Se trata de espectáculos unipersonales en los cuales la actriz ofrece magistralmente su formación espiritual y artística. Juan Carlos Gené  la dirige en Hamlet, de William Shakespeare, donde interpretó a la Reina Gertrudis.
En el año 2012 realiza una participación especial en el filme Amor a mares de E. Crupnicoff.
Mujer sensible, atenta a las temáticas sociales, sostenedora de la belleza del arte, de la cultura y de la humanidad, participa de debates, conferencias, eventos, que tienen como objetivo principal mantener encendida la atención en los temas de naturaleza histórica y social.

## Teatro
- 1976: Tiempo de vivir de Thornton Wilder. Dirección Agustín Alezzo.
- 1976: Despertar de primavera de Frank Wedekind. Dirección Agustín Alezzo
- 1978: Nuestro pueblo de Thornton Wilder.  Dirección Agustín Alezzo.
- 1979: La visita que no tocó el timbre de Calvo Sotelo. Con Claudio García Satur.
- 1983: Los japoneses no esperan, de Ricardo Talesnik. Dirección J. Bertonasco.
- 1985: Comedia romántica de Bernard Slade
- 1996: La fierecilla domada de William Shakespeare. Adaptación de Manuel González Gil.
- 1997: Dos damas indignas de Christian Giudicelli. Dirección de Manuel González Gil.
- 1998: Dos damas indignas. Representación argentina por la III Exhibición Internacional del Teatro de Montevideo.
- 1999: Dos damas indignas Con Thelma Biral. Dirección de Manuel González Gil.
- 2001: Che madame de Carlos Pais. Dirección de Osvaldo Bonet.
- 2002: Sabor a Freud, de José Pablo Feinmann.
- 2003: La mesita de luz
- 2004: Porteñas, de Manuel González Gil y Daniel Botti.
- 2004: La traiciòn del recuerdo. Unipersonal escrito y dirigido por Beatriz Matar.
- 2005: Porteñas, de Manuel González Gil y Daniel Botti.
- 2005: Ciclo La mesita de luz. Biblioteca Centenera y Feria del libro 2005.
- 2006: El collar de la paloma. Unipersonal. Dirección de Helena Tritek.
- 2007: El collar de la paloma ciclo de “Café Cultura” por la Secretaría de la Cultura de la Nación
- 2008: El collar de la paloma Unipersonal. Dirección de Helena Tritek.
- 2009: El hombre inesperado de Yasmina Reza.
- 2010: El alma inmoral, unipersonal. Adaptación del texto “El alma inmoral”, del rabino Nilton Bonder. Dirección de Lía Jelín.
- 2011: Hamlet de William Shakespeare. Dirección de Juan Carlos Gené.
- 2014: Familia de mujeres. Dirección de José María Muscari.
- 2015: Las obreras. Dirección de Joaquín Bonet.
- 2018: Juegos de amor y de guerra, de Gonzalo Demaría. Dirección de Oscar Barney Finn.
- 2019: Las de Barranco. Dirección de Helena Tritek.

## Televisión
| Ficciones | Ficciones                       | Ficciones                                        | Ficciones |
| Año       | Título                          | Personaje                                        |           |
| --------- | ------------------------------- | ------------------------------------------------ | --------- |
| 1969      | Ave de Fe                       | Chica católica (cameo)                           |           |
| 1970      | Corazon Salvaje                 | Princesa Sofía Montenegro Altamira               |           |
| 1971      | Todo es amor                    | Alejandra                                        |           |
| 1972      | La fiera                        | Pamela                                           |           |
| 1973      | Fiebre de fiesta                | Victoria                                         |           |
| 1974      | Paulina y Gaviota               | Mariana                                          |           |
| 1975      | Alma Nocturna                   | Natalia Rivero                                   |           |
| 1977      | Blanca                          | Blanca Martínez / Blanca Sandoval Martínez       |           |
| 1978      | Renato                          | Ana Cristina Viveros                             |           |
| 1978      | El combate                      | Perla                                            |           |
| 1979      | Drácula                         | Luz                                              |           |
| 1979      | Una escalera al cielo           | Nina                                             |           |
| 1979      | Las tres Marías                 | Virginia Alartriste                              |           |
| 1980      | Los hermanos Torterolo          | Luisa                                            |           |
| 1980      | María, María, y María           | Greta                                            |           |
| 1981      | Pilar                           | Azucena Piedrabuena "Suzy"                       |           |
| 1981      | Teatro de humor                 | Nora "Ep: Su desconsolada esposa"                |           |
| 1981      | Yara                            | Yara Domínguez                                   |           |
| 1982      | Gracias Doctor                  | Carla Riverol                                    |           |
| 1982      | Un hombre como vos              | Libertad                                         |           |
| 1982      | Juan sin nombre                 | Rosalía                                          |           |
| 1982      | Amor gitano                     | Dolores                                          |           |
| 1982      | Ciclo Unitario de Alberto Migré | Varios                                           |           |
| 1983      | Lista Negra                     | Violeta                                          |           |
| 1983      | Luján                           | Estela                                           |           |
| 1984      | Relaciones amargas              | Paula Bernal de Iturriaga-Rangel                 |           |
| 1984      | Amo y señor                     | Victoria Escalante                               |           |
| 1985      | Juana Iris                      | Juana Iris Madrigal                              |           |
| 1985      | Bandida de Corazon              | Ángela Hernández                                 |           |
| 1986      | El infiel                       | Dra. Ana                                         |           |
| 1986      | Venganza de mujer               | Némesis Paiva                                    |           |
| 1987      | Como la hiedra                  | Regina                                           |           |
| 1987      | Apuestas por amor               | Eva Flores                                       |           |
| 1989      | La extraña dama                 | Gina "Sor Piedad" / Isabella / Baronesa Manfredi |           |
| 1991      | Alta comedia                    | Luján                                            |           |
| 1991-1992 | Cosecharás tu siembra           | Giuliana Spadaro                                 |           |
| 1992      | Soy Gina                        | Gina Falcone "Soledad"                           |           |
| 1993      | De carencia y decencia          | Genoveva De Alba vda de Manríque                 |           |
| 1994      | Más allá del horizonte          | Asunción Olazábal                                |           |
| 1994      | Con alma de tango               | Alma Echagüe                                     |           |
| 1996      | Al final de la verdad           | Susana Tejeda                                    |           |
| 2000      | Tiempo final                    | Lucía "Ep: Infieles"                             |           |
| 2001      | Los médicos de hoy 2            | Dra. Lucía Guerrico                              |           |
| 2002      | Ciudad de pobres corazones      | Fiscal. Ana Franco                               |           |
| 2008      | Mujeres de nadie                | Raquel Vidal                                     |           |
| 2008      | Mujeres asesinas 4              | Sofía "Ep3: Marta, manipuladora"                 |           |
| 2013      | Solamente vos                   | Rosario                                          |           |
| 2015      | Historia de un clan             | Selva                                            |           |
| 2019      | Atrapa a un ladron              | Amparo Sosa                                      |           |
| 2020      | Dos 20                          | Silvia "Ep2: Silvia y Claudia"                   |           |

## Cine
| Cine | Cine                    | Cine                   | Cine                     |
| Año  | Título                  | Personaje              | Notas                    |
| ---- | ----------------------- | ---------------------- | ------------------------ |
| 1968 | Hay que matar a Drácula | Nora                   | Película para televisión |
| 1977 | Saverio el cruel        | Ernestina              |                          |
| 1982 | Esto es vida            |                        |                          |
| 1987 | Revancha de un amigo    | Marta                  |                          |
| 2003 | Ciudad del Sol          |                        |                          |
| 2012 | Amor a mares            | Paloma Armesto de Saer |                          |
| 2014 | Muerte en Buenos Aires  | Blanca                 |                          |
| 2016 | Primavera               | Mercedes "Mecha"       |                          |
| 2017 | Soy tu karma            | Amanda                 |                          |
| 2020 | Hacer la vida           | Raquel                 |                          |

## Premios
- 2012: Premio MAGAZINE
- 2012: Premio “MUJER COMPROMISO” remitido de la YWCA, Young women`s Christian Association de Argentina
- 2012: RICONOSCIMENTO COME ¨ACCADEMICO¨ e ¨MEMBRO PERMANENTE¨ ´Academia Culturale Sammarinese Repubblica di San Marino.
- 2011: Premio ¨MARIA GUERRERO¨ Mejor actriz del 2010 entregada por el Teatro Nacional Cerventes por la obra teatral ¨El alma Inmoral
- 2010: Premio ALBERTO OLMEDO consegnato dalla “Confederación Sindical de Trabajadores de los medios de la Comunicación Social”
- 2010: Nominación Premio “ACE”: Mejor Actuación en Unipersonal 2010 por “El alma inmoral”
- 2010: Premio “ATREVIDAS” por “EL ALMA INMORAL”
- 2007: Premio “FLORENCIO SANCHEZ” Mejor actriz del 2010, entregada por el Teatro Nacional Cerventes por la obra teatral El alma Inmoral.
- 2006: Premio “ACE Asociación Cronistas”: Mejor Realización en el unipersonal “El Collar de la Paloma”
- 2000: Reconocimiento ad honorem “EMBAJADORA CULTURAL ARGENTINA” por la celebración de los 50 años de relaciones entre la Argentina e Israel.
- 1996: Premio MAGAZINE
- 1996: Premio LOLA MORA. San Miguel de Tucumán. Provincia de Tucumán.
- 1996: Premio NADIR A LA TRAYECTORIA. Villa del Rosario. Provincia de Córdoba.
- 1992: Premio “TELEGATTO”.  Premio Internacional de la Televisión italiana por la Telenovela “Cosecharás tu siembra”
- 1990: Premio MARTIN FIERRO. “Cosecharás tu siembra”. Mejor telenovela.
- 1990: Premio “TELEGATTO” Premio Internacional de la Televisión italiana por la Telenovela  “La extraña dama”
- 1989: Premio MARTIN FIERRO. “La extraña dama”. Mejor telenovela
- 1984: Premio FLORENCIO SANCHEZ.
- 1976: Premio TALIA. "Mejor promesa femenina". Entregado por el Teatro Municipal General San Martín.